# Maietta squamigera
Maietta squamigera är en tvåvingeart som beskrevs av Alexander 1929. Maietta squamigera ingår i släktet Maietta och familjen småharkrankar. Inga underarter finns listade i Catalogue of Life.